# Petra Štampalija
Petra Štampalija (Sebenico, 23 agosto 1980) è un'ex cestista croata.
Alta 188 cm, giocava come ala-centro.

## Carriera
Nel 2006-07 ha vestito la maglia del Basket Spezia Club.
Con la Croazia ha disputato i Campionati europei del 2007.